# Département Barh Azoum
Das Département Barh Azoum ist ein Département im Südosten des Tschad. Es liegt im zentralen Teil der Provinz Salamat, die Hauptstadt ist Am Timan. Beim Zensus im Jahr 2009 wurden 184.984 Einwohner gezählt. Benannt wurde es nach dem Fluss Salamat, dessen Oberlauf Bahr Azoum genannt wird und durch Am Timan und das Département fließt.

## Verwaltungsuntergliederung
Das Département ist in 3 Unterpräfekturen unterteilt:
- Am Timan
- Djouna
- Mouraye